# 覃海洋
覃海洋（1999年5月17日—），湖南石门人，是一名中国男子游泳运动员，主攻蛙泳和混合泳，200米蛙泳世界纪录保持者。覃海洋在2023年世界泳联锦标赛中打破该记录，他是首个在单届世锦赛中包揽单个泳姿三块金牌的运动员。2023年，覃海洋成为第一个获评世界泳联年度最佳男子运动员的亚洲人。

## 簡歷
覃海洋9岁时被父母带到上海闵行区体校接受专业游泳训练。之后，他加入了海军游泳队试训。2014年，他正式入伍加入海军队，开始师从该队国家级教练叶瑾。
2021年7月，他随中国游泳队参加2020东京奥运会，在200米蛙泳中游出2分08秒48的成绩排名小组第一，但因犯规被判成绩无效。2022年8月，覃海洋换了新教练崔登荣。
2023年7月，覃海洋在2023年世界游泳錦標賽男子100米蛙泳决赛上以57秒69的成绩刷新亚洲纪录，夺得中国游泳队在該届世锦赛上的首枚金牌。7月28日，覃海洋以打破世界纪录的成绩2分05秒48拿到200米蛙泳金牌，他也成为首个在同一届世界游泳锦标赛上包揽单个泳姿50米、100米和200米金牌的运动员。
2023年9月在杭州亚运会游泳比赛上，覃海洋以5枚金牌、1枚银牌的成绩收官。在男子50米蛙泳决赛中，他以26秒35的成绩夺冠，帮助中国代表团夺得杭州亚运会上的第100枚金牌。10月7日，覃海洋与张雨霏被评选为杭州亚运会“最有价值运动员”（MVP）。
2024年巴黎奥运会，覃海洋在个人项目上表现不佳，100米蛙泳决赛游出59秒50获得第7名，200米蛙泳游出2分09秒96获得第10名，无缘决赛。关于失败的原因，覃海洋认为主要问题出现在心态，影响了技术的发挥。在随后的接力比赛中，覃海洋恢复了部分状态，拿下男子4×100米混合泳接力金牌和男女4×100米混合泳接力银牌，其中男子混合泳接力项目打破了美国队40年的垄断。

## 游泳紀錄
| No.      | 種類     | 項目                                                                 | 時間                 | 比賽日期       |
| 全國紀錄 | 全國紀錄 | 全國紀錄                                                             | 全國紀錄             | 全國紀錄       |
| -------- | -------- | -------------------------------------------------------------------- | -------------------- | -------------- |
| 1        | 短池     | 100米蛙泳                                                            | 56.31                | 2022年10月27日 |
| 2        | 長池     | 50米蛙泳                                                             | 26.20（亞洲紀錄）    | 2023年7月25日  |
| 3        | 長池     | 100米蛙泳                                                            | 57:69（亞洲紀錄）    | 2023年7月24日  |
| 4        | 長池     | 200米蛙泳                                                            | 2:05:48 （世界紀錄） | 2023年7月28日  |
| 5        | 長池     | 4×100米混合泳接力 （中國隊－徐嘉余、覃海洋、王長浩、潘展樂）         | 3:27.01 （亞洲紀錄） | 2023年9月26日  |
| 6        | 長池     | 男女混合4×100米混合泳接力 （中國隊－徐嘉余、覃海洋、張雨霏、楊浚瑄） | 3:37.73 （亞洲紀錄） | 2023年9月27日  |